# Ogy (Moselle)
Ogy korábbi község Franciaországban, Moselle megyében. Lakosainak száma 468 fő (2018. január 1.). Ogy Marsilly, Coincy, Colligny, Maizery, Montoy-Flanville és Retonfey községekkel határos.
2017. január 1-jén Montoy-Flanville korábbi községgel egyesült és az így létrejött Ogy-Montoy-Flanville új község része lett.

## Népesség
A település népességének változása:
| Lakosok száma | 92   | 131  | 132  | 255  | 439  | 549  | 534  | 517  | 501  | 468  |
|               | 1968 | 1975 | 1982 | 1990 | 1999 | 2011 | 2013 | 2015 | 2017 | 2018 |